# Breite Straße 46 (Quedlinburg)

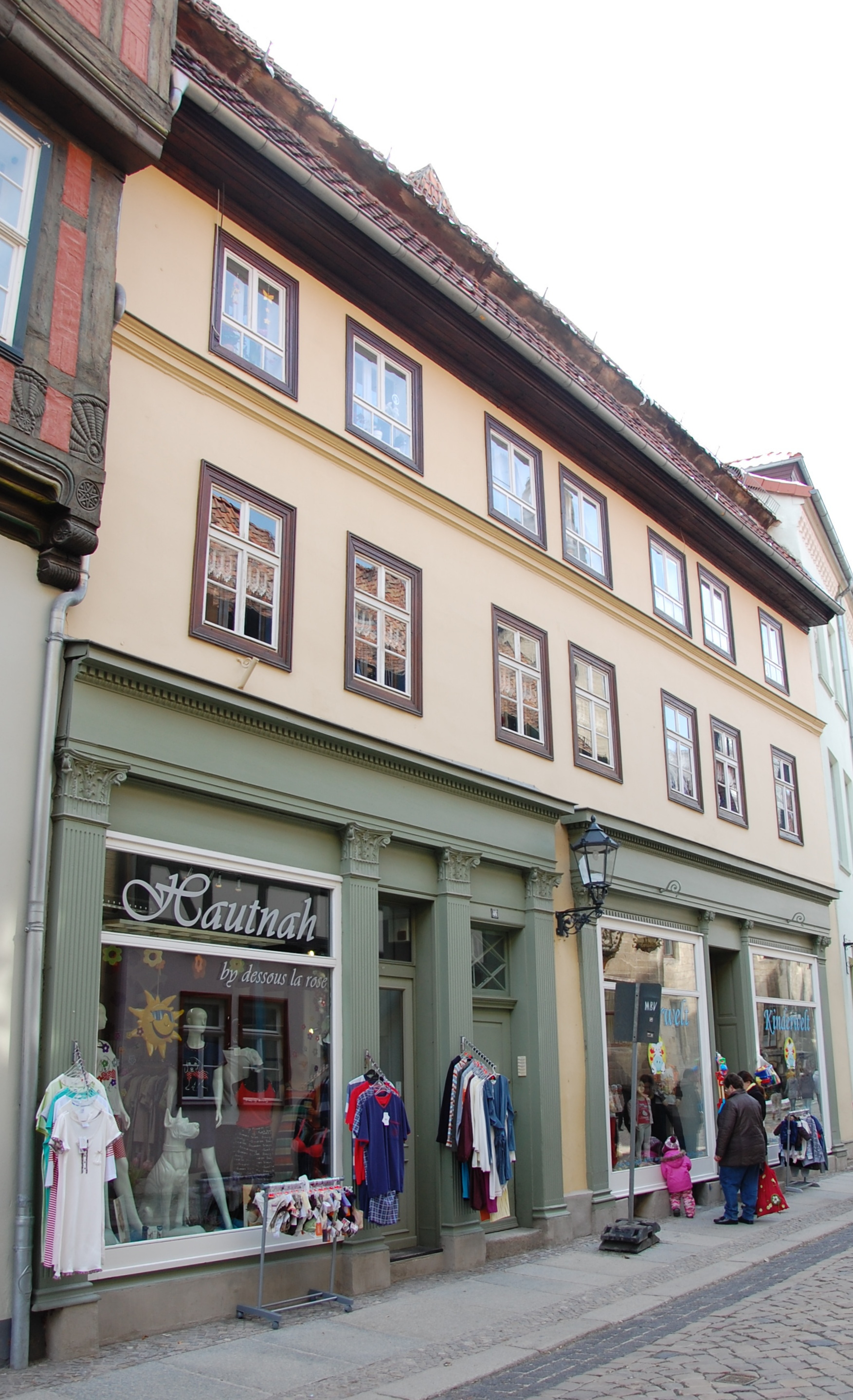
Haus Breite Straße 46

Das Haus Breite Straße 46 ist ein denkmalgeschütztes Gebäude in der Stadt Quedlinburg in Sachsen-Anhalt.

## Lage
Es befindet sich nordöstlich des Marktplatzes der Stadt und gehört zum UNESCO-Weltkulturerbe. Im Quedlinburger Denkmalverzeichnis ist es als Wohnhaus eingetragen. Nördlich grenzt das gleichfalls denkmalgeschützte Haus Breite Straße 45, südlich das Haus Breite Straße 47 an.

## Architektur und Geschichte
Das Fachwerkhaus entstand in seinem Kern vermutlich im 18. Jahrhundert. Die Fassade ist verputzt und wurde im 19. Jahrhundert umgebaut. Sie ist von einem weitgehenden Verzicht auf schmückende Elemente geprägt. In der Zeit um 1880 wurde ein Ladengeschäft eingefügt. Die Ladenfassade ist mit kannelierten Pfeilern und Kompositkapitellen verziert. Die Haustür des Gebäudes ist im Stil des Klassizismus ausgeführt.